# Agrostis sobolifera
Agrostis sobolifera é uma espécie de gramínea do gênero Agrostis, pertencente à família Poaceae.